# ナショナル流通産業
ナショナル流通産業株式会社 (ナショナルりゅうつうさんぎょう、National Ryutsu Sangyo Co.,Ltd) は、大阪府大阪市に本社を置き、「チケットジャパン」の屋号で金券ショップの運営を手がけている日本の企業。電機メーカーであるパナソニックとは無関係。

## 概要
1975年6月に香川県高松市にて創業し、1977年5月に旧社が設立。近畿地方や創業地である高松市において、金券ショップの運営を行っている。
最盛期には17店舗を運営し、2003年11月期には285億8781万円の売上があった。その一方、バブル期に行った投資が失敗に終わり、採算を度外視した事業展開を行ったと同時に、店舗の開業資金などは借入金に依存するなど、多額の債務を抱えていたほか、債務超過に陥るなど財務状況も悪化していた。これにとどめを刺すように、2008年に発生したリーマン・ショックに伴い、ビジネス需要に関する売り上げが低下。経営改善策として株主優待券や外貨両替の取扱強化に努めて黒字に転換したものの、返済の原資を賄うには至らなかった。2017年3月には旧社の本社を高松市から大阪駅前第2ビルへ移転した。
社長が高齢であったことや、スポンサーの候補にめどが立ったことから、旧社は2017年4月3日に大阪地方裁判所へ民事再生法適用を申請し、同日に民事再生手続開始決定を受けた。負債総額は約25億円。
旧社が行っていた事業は、2017年5月31日に同年3月に設立したナショナル流通産業株式会社（以下新社）へ譲渡され、新社は2019年8月に簡易株式交換を経てエアトリの完全子会社となった。屋号は当初は「ジャパンギフトサービス」を継承していたが、エアトリの傘下入り後は「エアトリチケット」に改められた。
旧社は2017年6月5日にアクティ通商株式会社へ商号変更された。アクティ通商の関連会社であったONGサービス、オーエヌジー、アクティの3社も同年8月22日に大阪地方裁判所から特別清算開始決定を受けた。ONGサービス、オーエヌジー、アクティの3社は2018年1月10日に、アクティ通商は2018年7月17日にそれぞれ法人格が消滅した。
新社の親会社であるエアトリは、2021年2月24日に同じ大阪府を地盤として「Ticket CABIN」の屋号で金券ショップの運営を行っているキャビンとの間で業務提携を締結したと同時に、新社の全株式をキャビンへ譲渡することを発表。新社の株式は同年3月にキャビンへ譲渡され、しばらく「エアトリチケット」の屋号は維持されていたが、2022年6月1日をもって「チケットジャパン」に屋号が変更された。

## 沿革

### 旧：ナショナル流通産業→アクティ通商
- 1975年6月 - 香川県高松市にて創業。
- 1977年5月31日 - ナショナル流通産業株式会社として法人へ改組。
- 2017年
  - 3月16日 - 本社を高松市から大阪駅前第2ビルへ移転。
  - 4月3日 - 大阪地方裁判所へ民事再生法適用を申請し、同日に民事再生手続開始決定を受ける。
  - 5月31日 - ナショナル流通産業株式会社（新社）へ事業を譲渡して事業停止。
  - 6月5日 - 商号をアクティ通商株式会社へ変更。
  - 8月22日 - アクティ通商の関連会社であったONGサービス、オーエヌジー、アクティの3社が大阪地方裁判所から特別清算開始決定を受ける。
- 2018年
  - 1月10日 - ONGサービス、オーエヌジー、アクティの法人格消滅。
  - 7月17日 - アクティ通商の法人格消滅。

### 新：ナショナル流通産業
- 2017年
  - 3月28日 - 設立。本社を大阪市中央区南船場に置く。
  - 5月31日 - ナショナル流通産業株式会社（旧社）から事業を譲受して営業開始。
- 2019年8月6日 - 簡易株式交換によりエアトリの完全子会社となる。
- 2020年2月1日 - 本社を大阪市中央区南船場から大阪市中央区船場中央（エアトリチケット本町9号館店と同一）へ移転。
- 2021年3月 - 株式譲渡に伴い、キャビンの完全子会社となる。

## 店舗
詳細は店舗案内を参照。